# نجاحيون
بنو نجاح أو النجاحيون هم سلالة حكمت مدينة زبيد باليمن بين عامي 403 - 553 هـ/ 1012 - 1158 م. أسس الدولة الأمير نجاح مولى مرجان الحبشي حاجب أمير بني زياد بعد أن قضى على مولاه مرجان وعلى منافسه نفيس الذين قتلا الأمير عبد الله بن أبي الجيش آل زياد. فأعلن نفسه سلطانا على تهامة، ولقد ضبط الأمير نجاح تهامة ضبطا تاماً، أما الجبال التي كانت خاضعة لأسلافه فإنها أفلتت من يده وإن كان قاهراً لها. كما شرع نجاح في مراسلة الخليفة العباسي القادر بالله ببغداد معلنا ولاءه وطاعته للدولة العباسية، فأجازه بذلك ونعته بالمؤيد نصير الدين. كما اتسمت إمارته بالسنية بحكم تبعيتها للعباسيين والتي كسبت بها رضى اليمنيين في منطقة نفوذها، بل وساعدتها في مقاومة الصليحيين في الحروب الطويلة والتقليدية التي قامت بين الدولتين طيلة عهديهما تقريباً.

## نبذة
توفي آخر ملوك الزياديين عام 1018، تاركًا وراءه طفلًا. تولى الحسين بن سلامة الولاية على الطفل. أنقذ الحسين بن سلامة السلالة من الانهيار التام بعد هجوم مدمر قاده الأمير عبد الله بن قحطان في 989. استعاد ابن سلامة الحدود الأصلية للمملكة الزيادية من القنفذة إلى عدن. كوزير، كان له عبيدان حبشيان هما نفيس ونجاح تم تعيينهما كمسؤولين. أصبح نجاح مؤسس الدولة النجاحية، في حين قتل نفيس الملك الطفل، وانتهت معه سلالة بني زياد العربية في تهامة، وانتقلت دولتهم إلى أيدي عبيدهم. بعد سماعه بخبر مقتل سيده على يد نفيس، سارع نجاح نحو زبيد وقتل نفيس وضرب العملة باسمه. خسر نجاح عدن لبني معن، وبقيت زبيد فقط تحت حوزته. ولم يتم الاعتراف بدولة نجاح من قبل الدول في المرتفعات الجبلية.

## الصراع مع الصليحيين
بعد عقد من الزمان، أسس علي الصليحي دولته في المرتفعات. حيث سار نحو زبيد وقتل نجاح، وأجبر أبنائه على الفرار إلى دهلك عام 1060. في دهلك انتحر اثنان من أبناء نجاح الأربعة.
عاد الصليحي إلى صنعاء بعد فتح زبيد وترأس قافلة حج إلى مكة عام 1066، لكنه تعرض لكمين من قبل سعيد الأحول، أحد أبناء نجاح الذين هربوا من زبيد. قُتل علي الصليحي وسُجنت زوجته أسماء بنت شهاب. كتبت أسماء لابنها أحمد المكرم من زبيد تخبره بأسرها.
جمع المكرم جيشا من 3000 فارس وسار نحو زبيد لتحرير والدته. هُزم جيش الأحول وقتلت منه أعداد هائلة. وفر الأحول من ساحة المعركة مرة أخرى إلى دهلك. عين أحمد المكرم عمه أسعد بن شهاب لحكم زبيد وتوابعها في تهامة وعاد إلى صنعاء. في عام 1087، عاد سعيد الأحول إلى زبيد لكنه قُتل في نفس العام على يد أحمد المكرم. فر جياش،ابن آخر لنجاح، إلى الهند، وعاد إلى زبيد عام 1089 متنكرا في زي هندي. وتمكن من بسط سيطرته على المدينة. لم يقتل جياش والي زبيد الصليحي، بل أرسله مع أسرته إلى صنعاء. واستمر جياش في الحكم بأمان دون مشقة من المرتفعات حتى وفاته عام 1104. وخلفه ابنه فاتك الذي عارضه أخوانه إبراهيم وعبد الواحد. توفي فاتك عام 1106 وعُين خلفه منصور تابعًا للصليحيين في زبيد.

## الزوال
في عام 1130، توفي منصور (تابع الصليحيين) وخلفه ابنه فاتك. بوفاة فاتك الثاني انتهت السلالة بشكل فعلي حيث احتفظ الوزير أنيس الفاتكي بالسلطة وضرب النقود المعدنية باسمه في زبيد بينما احتفظ بفاتك الثالث صورياً. توفيت الملكة أروى الصليحي، آخر ملوك الصليحيين عام 1138. بعد وفاتها، انقسم اليمن بين عدة متنافسين. أعيد إحياء الإمامة الزيدية في نجران وصعدة والجوف بعد 72 عامًا من الغياب. كان السلاطين الهمدانيون على صنعاء وكان وزراء بنو نجاح يحكمون زبيد بشكل مستقل. اندلعت الحرب بين بني مهدي والنجاحيين عام 1150. حاول المهديون الوصول إلى أهدافهم عن طريق المؤامرات، مما أدى إلى تقويض نظام بني نجاح الذي كان يهيمن عليه الوزراء في ذلك الوقت. واستعان أهل زبيد بالإمام الزيدي المتوكل أحمد عام 1158 لمواجهة التهديد الحاد من المهديين، ووعدوا بالاعتراف بسيادته عليهم. قُتل آخر حاكم نجاحي، فاتك بن محمد بن فاتك، بعد فترة وجيزة على يد الإمام أو حراسه. إلا أن الإمام لم يتمكن من البقاء في زبيد لفترة طويلة وانسحب. ليستقر علي بن مهدي في المدينة قبل أن يتوفي بعد ذلك بقليل عام 1159.

## قائمة الحكام
| م | اسم الحاكم                  | فترة الحكم هجرياً | فترة الحكم ميلادياً |
| - | --------------------------- | ---------------- | ------------------ |
| 1 | المؤيد نجاح                 | 403 - 452 هـ     | 1012 - 1060 م      |
| 2 | سعيد بن نجاح                | 452 - 481 هـ     | 1060 - 1087 م      |
| 3 | جياش بن نجاح                | 482 - 498 هـ     | 1089 - 1104 م      |
| 4 | فاتك الأول بن جياش          | 498 - 503 هـ     | 1104 - 1106 م      |
| 5 | منصور بن فاتك               | 503 - 521 هـ     | 1106 - 1130 م      |
| 6 | فاتك الثاني بن منصور        | 521 - 531 هـ     | 1130 - 1133 م      |
| 7 | فاتك الثالث بن محمد بن فاتك | 531 - 553 هـ     | 1133 - 1158 م      |